# Zoraida evansi
Zoraida evansi är en insektsart som beskrevs av William Lucas Distant 1914. Zoraida evansi ingår i släktet Zoraida och familjen Derbidae. Inga underarter finns listade i Catalogue of Life.